# Großjena
Großjena is een dorp in het noorden van de Duitse gemeente Naumburg (Saale), deelstaat Saksen-Anhalt, en telt 465 inwoners (januari 2020).
De vier tot de gemeente Naumburg behorende stadsdelen Kleinjena, Großjena, Großwilsdorf en Roßbach, hebben één gemeenschappelijke stadsdeelraad.
Großjena ligt ongeveer één kilometer ten noordoosten van Kleinjena aan de oostoever van de Saale.
Zie verder onder Kleinjena, en voor geschiedkundige informatie onder Naumburg (Saale).

## Bezienswaardigheden
Zuidelijk en oostelijk van Großjena wordt het dal van de Saale gekenmerkt door opvallende, hier en daar kunstzinnig bewerkte rotsformaties van zandsteen, afgewisseld met wijngaarden. Dit bezienswaardige gebied leent zich voor fiets- of wandeltochten. Dit hele gebied is toeristisch ontwikkeld, en er zijn talrijke horecagelegenheden.
Eén kilometer ten zuiden van Großjena ligt in dit dal het fraai gelegen voormalige huis, met atelier en wijngaard, van de in 1920 overleden kunstenaar Max Klinger. Hier bevindt zich ook een aan hem gewijd museum en zijn met enkele beeldhouwwerken gesierde graf.
Aan de zuidoever van de Saale, niet ver van Großjena, ligt de kleine recreatieplas Blütengrund, omgeven door fraaie tuinen. De meeste gebouwen hieromheen zijn als volkshogeschool in gebruik. 

## Afbeeldingen

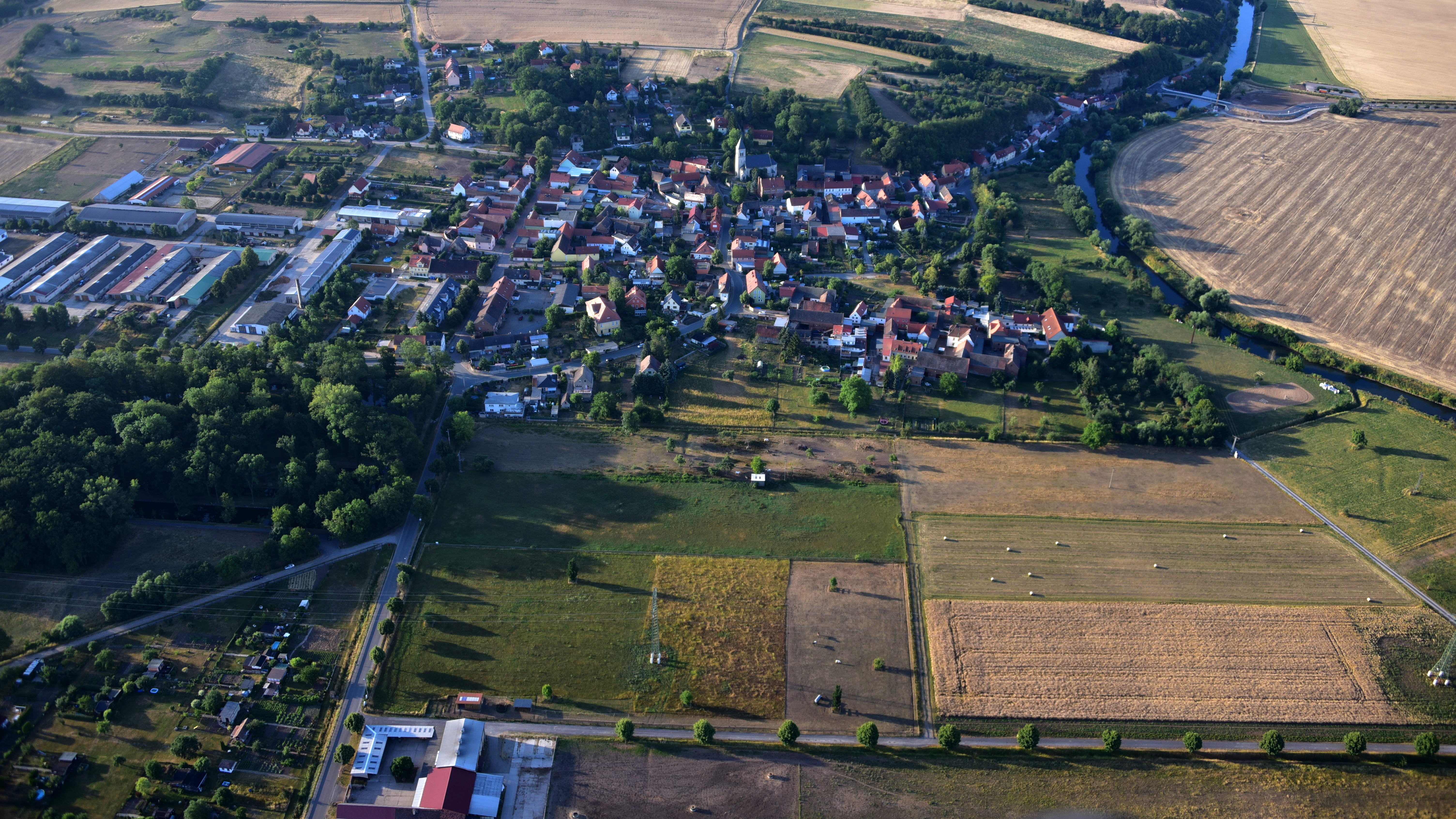
Luchtfoto van het dorp (2018)
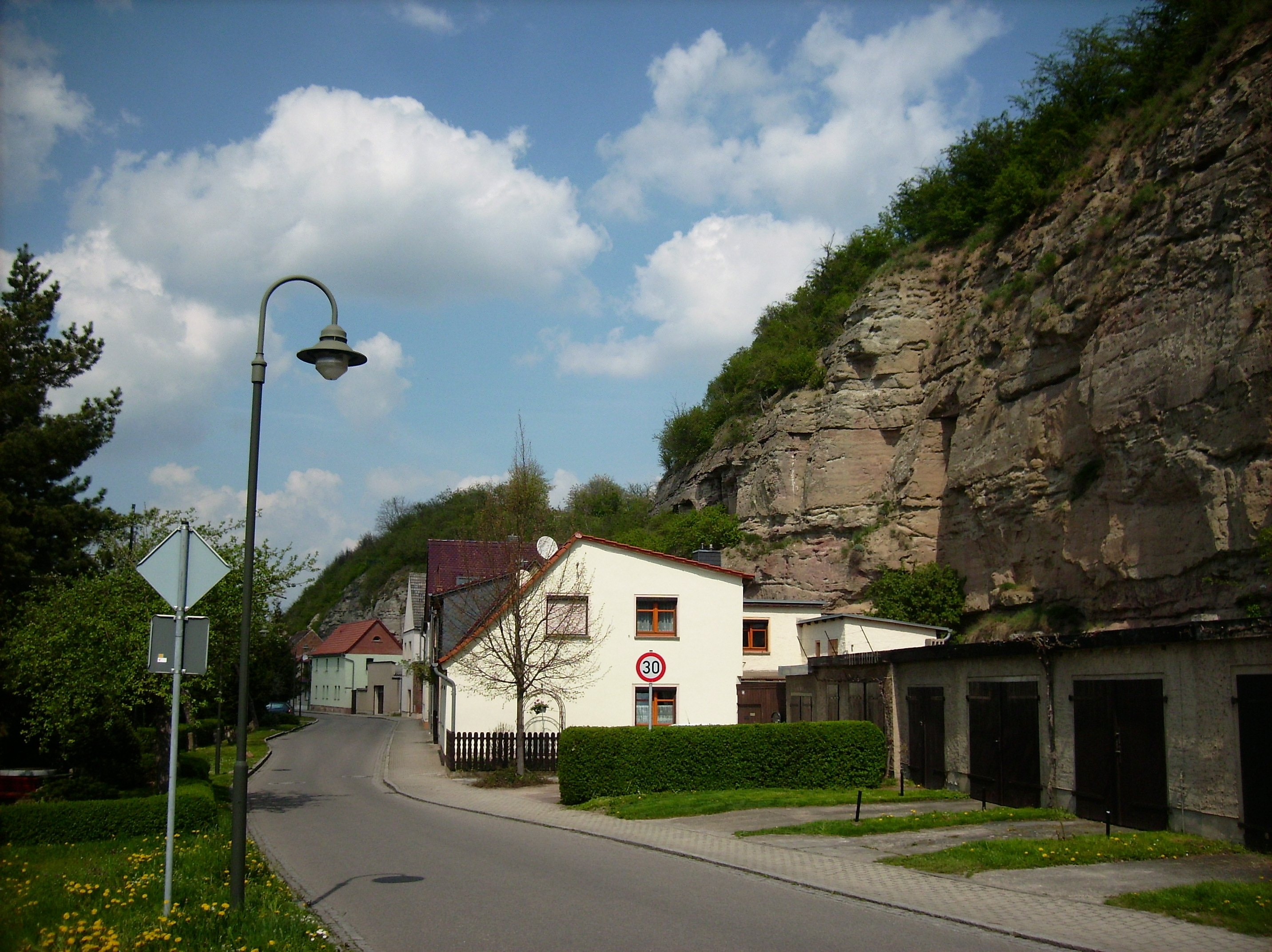
Straatje in het zuidelijke deel van Großjena
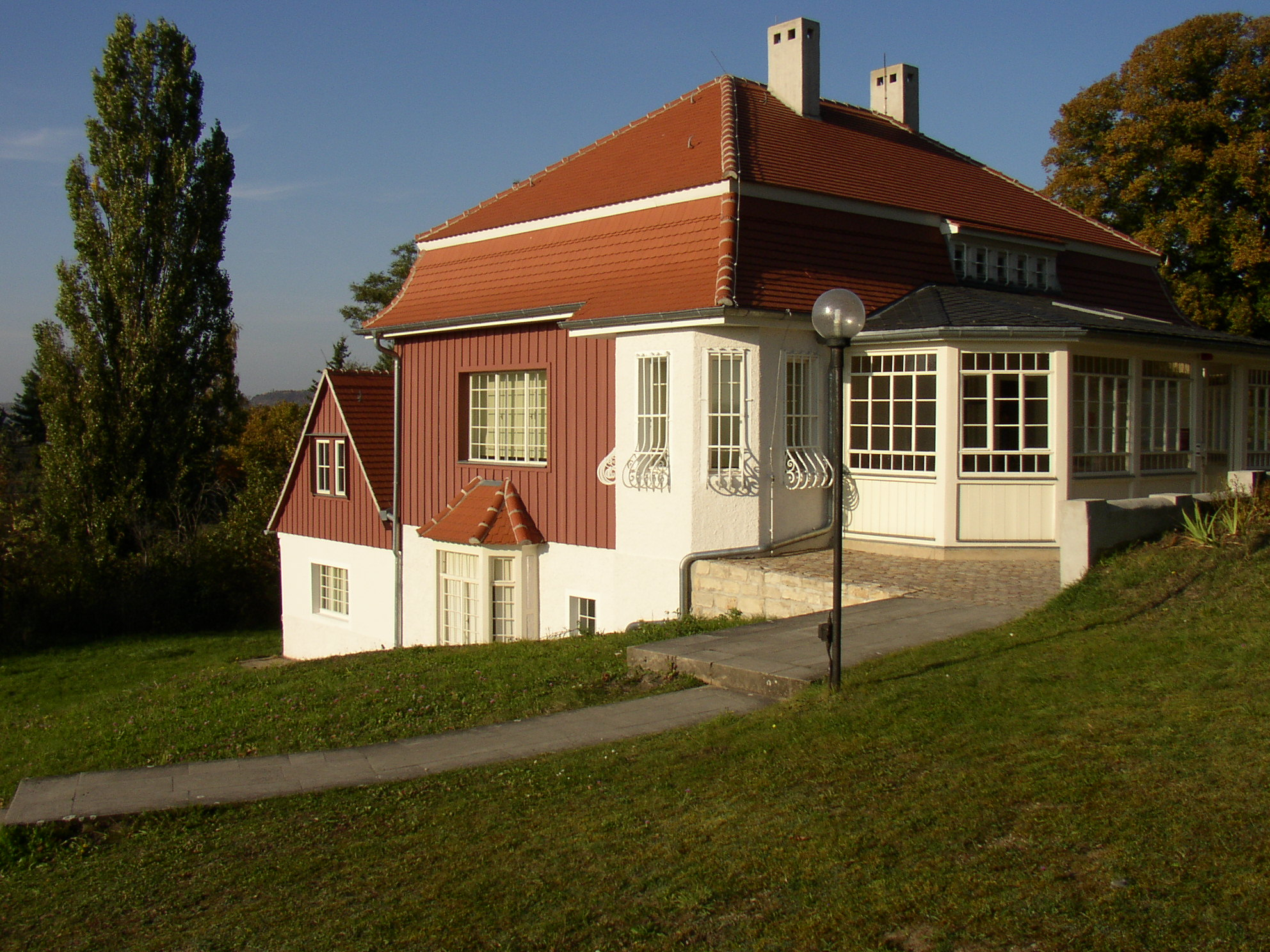
Huis en atelier van Max Klinger, Großjena (1)
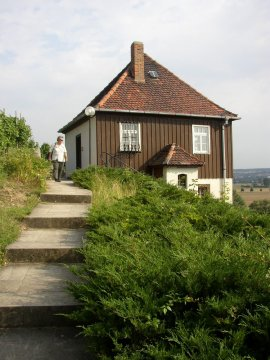
Huis en atelier van Max Klinger, Großjena (2)
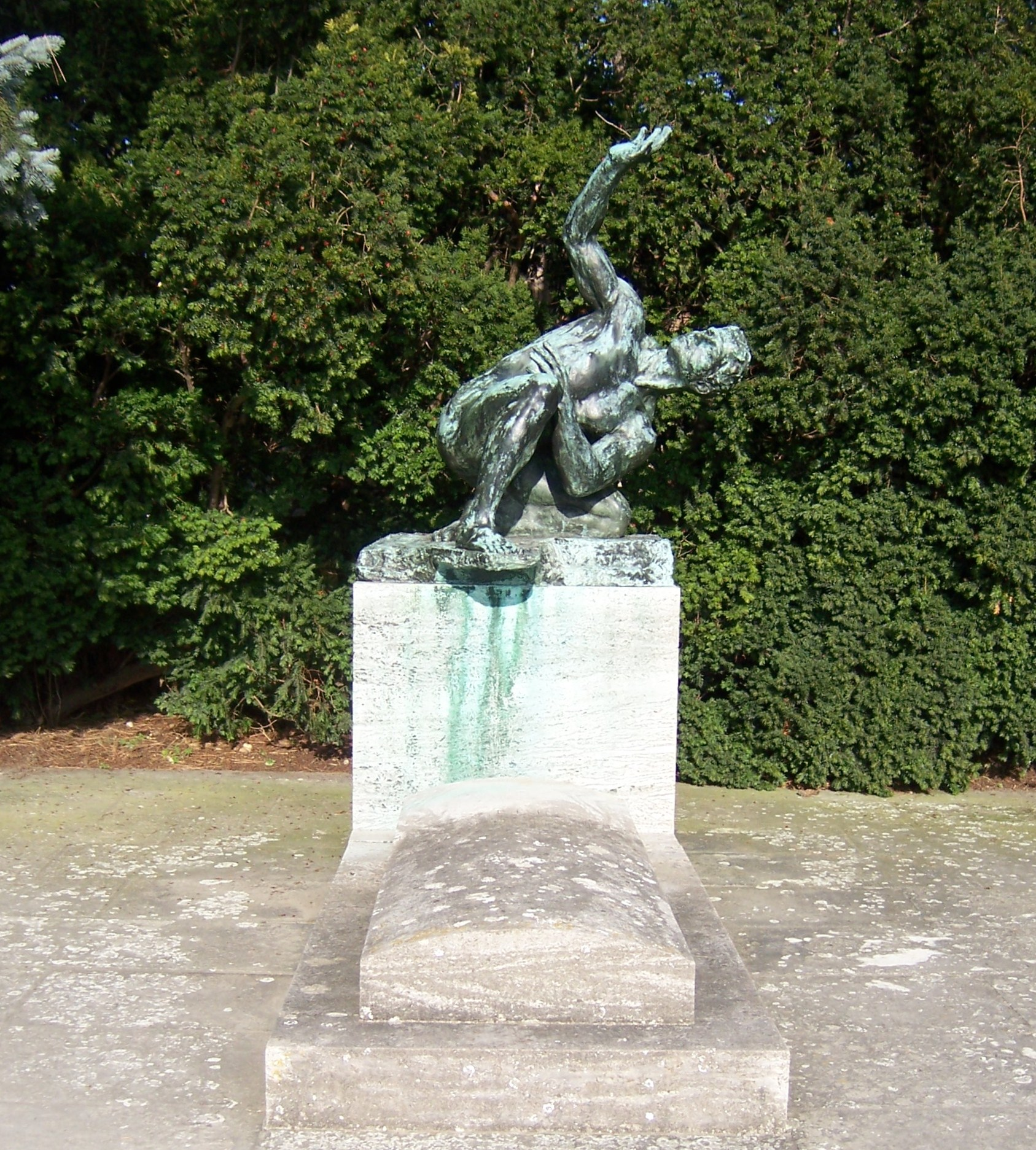
Grafmonument Max Klinger te Großjena, met standbeeld van zijn hand Atleet
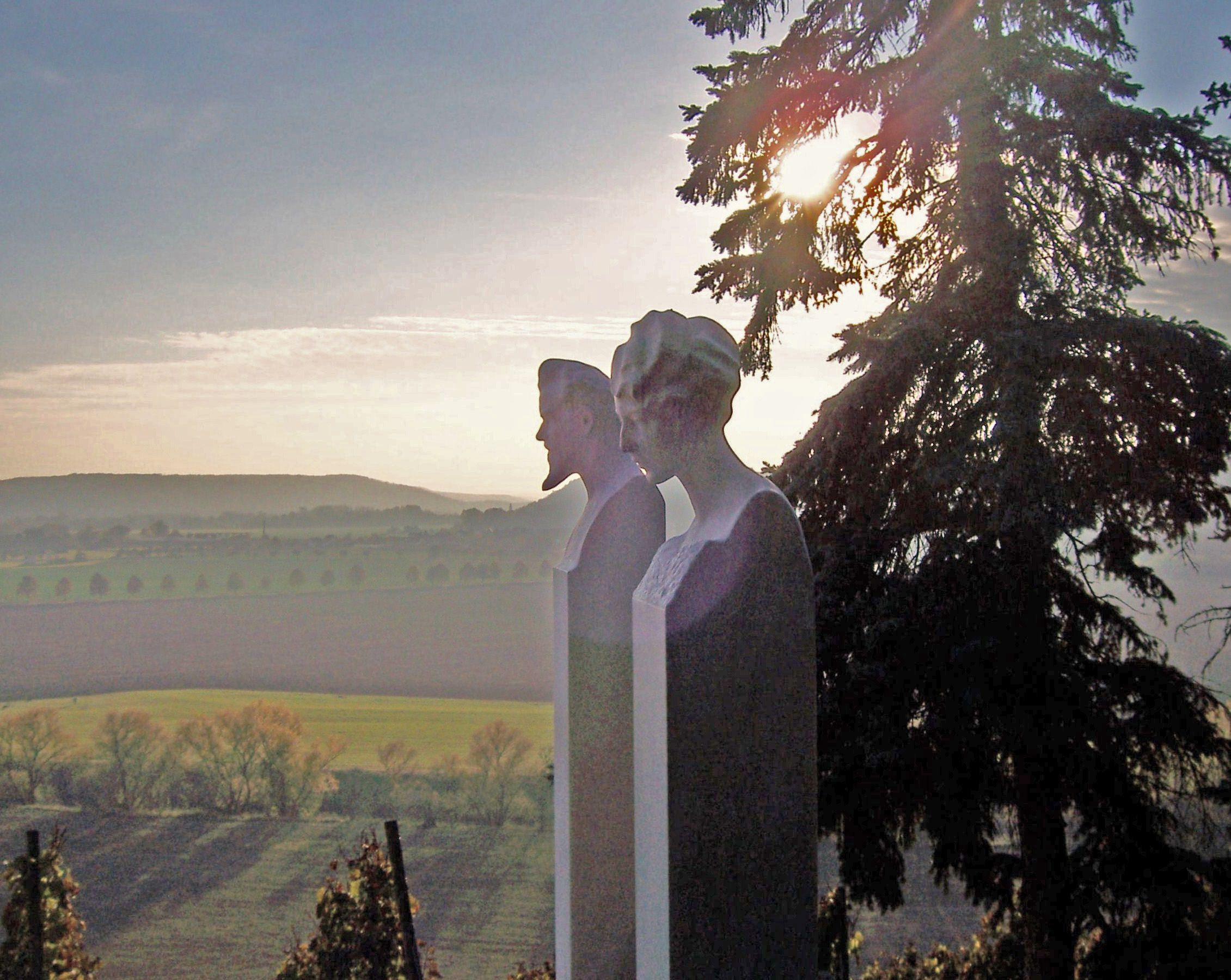
Ibidem, hermen van Max Klinger en zijn vrouw Gertrud
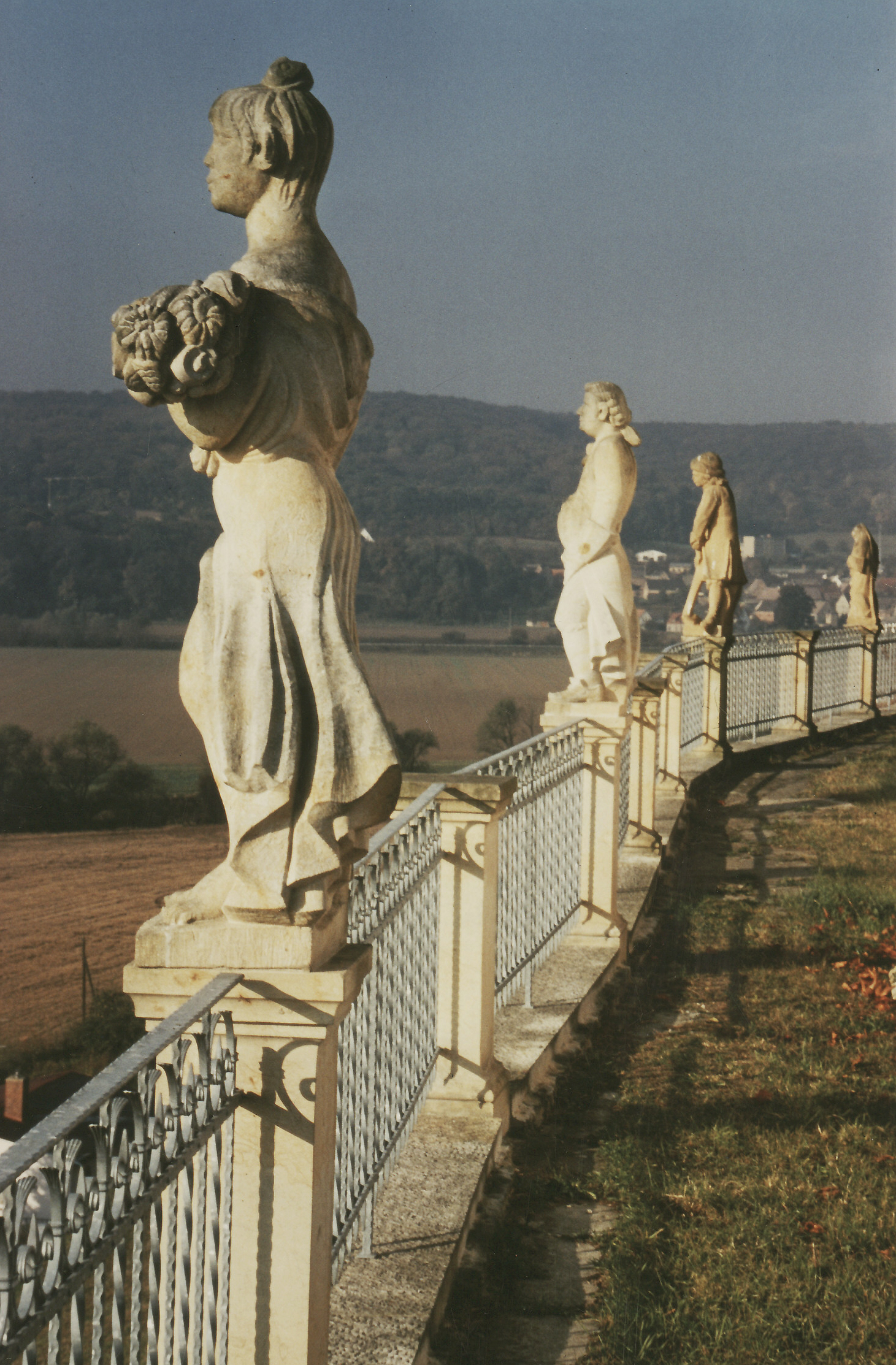
Balustrade Steinernes Album (1722)
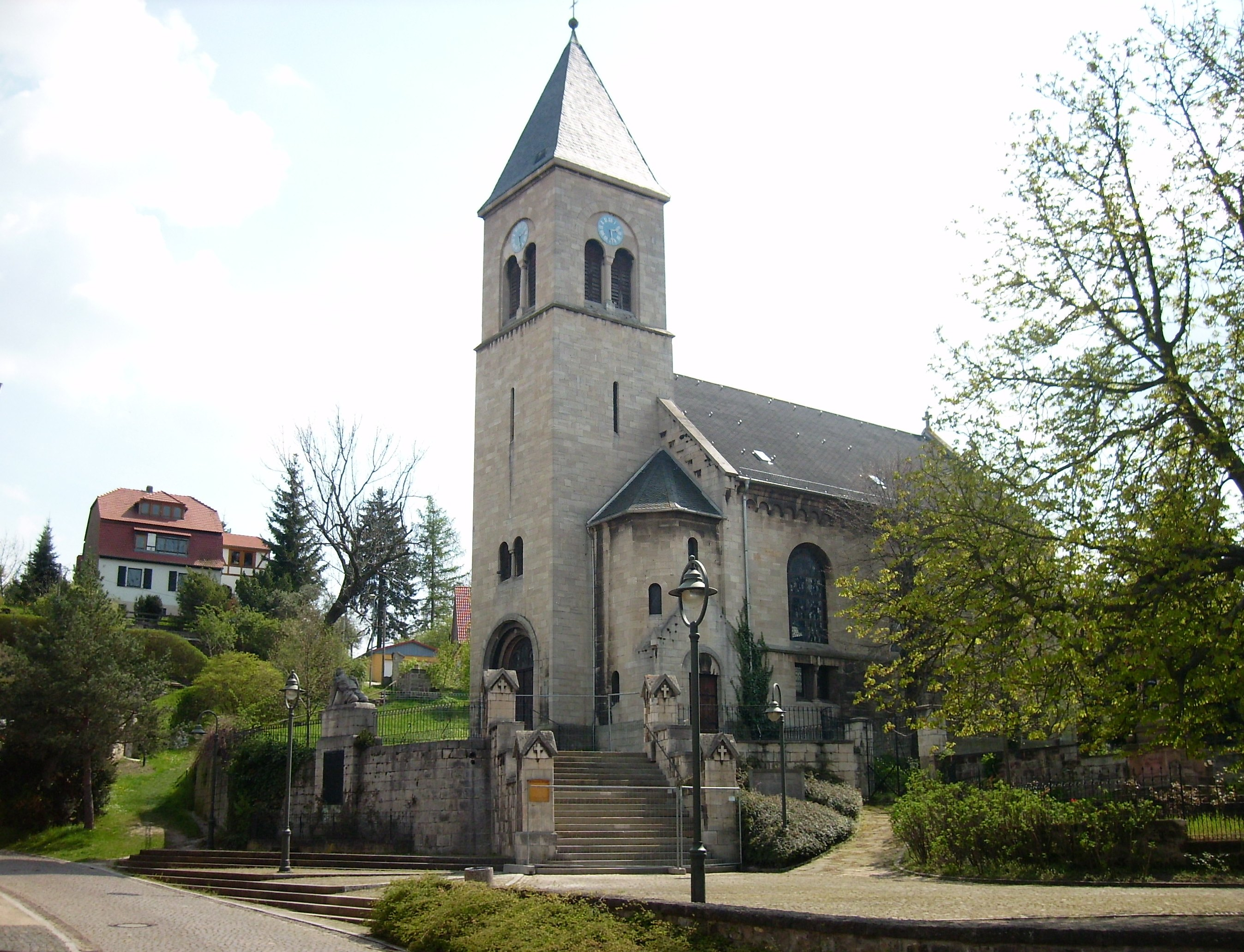
Dorpskerk, Großjena